# فورزا موتورسبورت 5
فورزا موتورسبورت 5 (بالإنجليزية: Forza Motorsport 5)‏ هي لعبة فيديو صدرت في 22 نوفمبر 2013 كلعبة إطلاق لجهاز إكس بوكس ون. اللعبة من تطوير تيرن 10 ستوديوز ومن نشر مايكروسوفت ستوديوز.

## أسلوب اللعب
انطلقت اللعبة بـ 200 سيارة من 50 مصنع،  و 17 حلبة سباق منها حلبة دي سبا فرانكورشومب وحلبة مرسى ياس.

## الرسومات
تعمل اللعبة بدقة 1080بي بمعدل 60 إطار في الثانية.